# 알래스카주 남동부

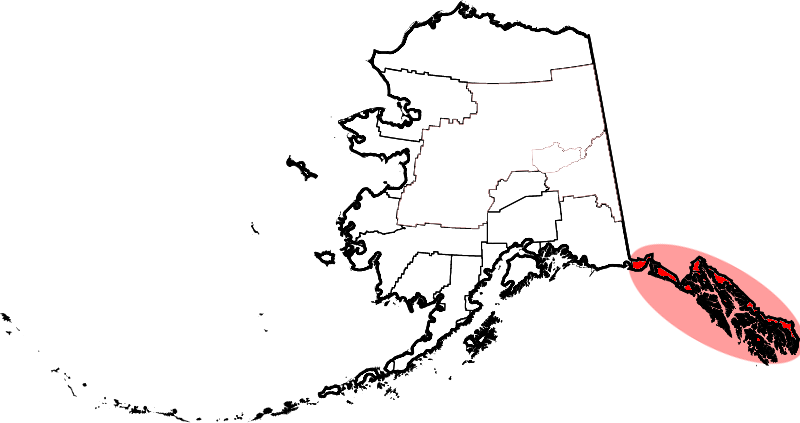
알래스카주 남동부 부분

알래스카주 남동부(영어: Southeast Alaska 사우스이스트 알래스카[*]), 알래스카 팬핸들(영어: Alaska panhandle), 알래스칸 팬핸들(영어: Alaskan panhandle)은 미국 알래스카주의 남동부 지역이다. 동쪽과 북쪽으로 캐나다 브리티시컬럼비아주의 북쪽 절반(그리고 유콘준주 일부)과 접하고 있다. 알래스카 남동쪽의 대부분은 틀링깃족이 거주하고 있으며, 지역의 대부분은 미국에서 가장 큰 국립 삼림인 통가스 국립 삼림 삼림의 일부다. 캐나다와의 국경 대부분은 코스트 산맥에 속하는 경계 산지를 따른다 (알래스카 경계 분쟁 참조). 이 지역은 온화하고 비가 많이 오는 기후로 유명하다.